# 朱合华
朱合华（1962年10月—），男，安徽巢湖人，中国岩土工程专家，同济大学教授、博士生导师，教育部长江学者特聘教授，中国工程院院士。